# کوه شیکیائو
کوه شیکیائو (به لاتین: Mount Xiqiao) یک کوه در چین است که در فوشان واقع شده‌است. کوه شیکیائو ۳۴۶ متر بالاتر از سطح دریا واقع شده‌است.